# 孙览河
孙览河，又称污牛河，位于中国贵州省东南部，是柳江上游都柳江右岸支流，属山溪性河流，发源于从江县光辉乡太阳山南麓，向北流进入榕江县境，至计划乡加早村河边寨转东流，沿从江、榕江两县边界，经计划乡加退村后复入从江县境，在从江县境东北流至下江镇孖温村以南汇入都柳江。河长75千米，平均比降6.8‰，流域面积871平方千米。全流域绝大部分河道流经深山峡谷，河床一般为岩石，覆盖层多为卵石。